# Deutsche Jakobiner
Als Deutsche Jakobiner oder Deutsche revolutionäre Demokraten werden diejenigen Personen bezeichnet, welche die Ideen der Französischen Revolution, insbesondere im Sinne des Jakobinerklubs, auch in Deutschland umsetzen wollten und ein Ende der Fürstenherrschaft anstrebten.

## Österreichisch-Ungarische Jakobinerverschwörung
Leopold II. hatte geplant, den bürgerlichen und bäuerlichen Einfluss an den ungarischen Landständen und entsprechenden Institutionen in einigen Teilen der österreichischen Erblande zu vergrößern. Dazu hatte er einige Personen wie Ignaz Joseph Martinovics unterstützt, die für derartige Reformen etwa in Flugschriften warben. Nach der Thronbesteigung von Franz II. beendete dieser aus Furcht vor der Revolution diese Pläne. Enttäuscht radikalisierten sich die Reformer. Martinovicz verfasste eine Schrift, in der er für die Beseitigung der Monarchie und für die demokratische Republik nach französischem Vorbild eintrat. Wahrscheinlich von Franz Hebenstreit, dem „österreichischen Babeuf“, stammte ein Lied, in dem er die Hinrichtung Ludwigs XVI. verteidigte und die Bauern zum Aufstand aufrief. Neben den Verbindungen zwischen Wien und Budapest gab es auch solche nach Klagenfurt, wie zum dortigen Industriellen und Kunstmäzen Franz Paul von Herbert.
Es bildete sich ein regelrechter Verschwörerkreis in Wien, der aus etwa 80 Personen bestand. Die Gruppe plante 1794 einen Staatsstreich, der aber nicht zur Ausführung kam. Es wird aber auch die Theorie vertreten, dass die Verschwörung nur eine Erfindung des Wiener Polizeichefs Johann Anton von Pergen war, um auf Wunsch Kaiser Franz’ II. unangenehme Kritiker wie Andreas Riedel, der ehemaliger Mathematiklehrer des Kaisers und Berater seines Vaters Leopolds II. war, loszuwerden.
Die Schriftstellerin Caroline Pichler berichtet in ihrer 1844 posthum publizierten Autobiographie Denkwürdigkeiten aus meinem Leben von den Verhaftungen und den Verhafteten, unter denen auch Freunde ihres Vaters waren.

## Norddeutsche Jakobiner
In Hamburg und Schleswig-Holstein entwickelte sich innerhalb der politischen Öffentlichkeit eine radikale Richtung. Dieser ging es nicht nur um Freiheit, sondern auch um soziale Gleichheit. Die Anhänger der Aufklärung spalteten sich in zwei Lager. Angehörige des Großbürgertums sympathisierten mit den Girondisten. Handwerker und einige Intellektuelle standen auf Seiten der Jakobiner und Maximilien de Robespierres. Der Jakobiner Georg Conrad Meyer gab eine Zeitschrift mit dem Titel Der neue Mensch heraus. Darin forderte er unter anderem eine gleichmäßige Vermögensaufteilung, aber ohne die Besitzenden enteignen zu wollen. Allerdings hoffte man auch in den radikalen norddeutschen Kreisen weiterhin auf Reformen des Staates. Meyer blieb Bewunderer Friedrichs II. Irgendwelche Pläne zur Umsetzung der eigenen Ziele gab es in Norddeutschland nicht.

## Westdeutsche Jakobiner
Ein Beispiel für Jakobiner im linksrheinischen Gebiet, das seit 1794 durch die französische Armee besetzt war, ist Franz Theodor Biergans, der 1768 in Aldenhoven geboren wurde und von 1786 bis 1794 mit Unterbrechungen im Kloster Schwarzenbroich Mönch war. Er kehrte der Kirche nach Einmarsch der Franzosen den Rücken zu und trat als deutscher Jakobiner in Köln auf die politische Bühne, wo er als Anhänger der französischen Revolutionsideale gegen Kirche und Feudalherren kämpfte. Biergans gab ab 1795 die politische Zeitschrift Brutus oder der Tyrannenfeind in Köln und 1796 die Zeitschrift Brutus der Freye in Aachen heraus.

## Mainzer Republik
Infolge der Nähe zu Frankreich und dem Durchzug französischer Truppen war die jakobinische Bewegung im südlichen Deutschland am stärksten vertreten. Geistige Unterstützung kam vor allem aus Straßburg einem Zentrum der französischen Revolutionspropaganda. In der Mainzer Republik wurde 1792/93 der erste Versuch unternommen, die Ideen in die Praxis umzusetzen.

## Cisrhenanische Bewegung
Auch nach dem Ende der Schreckensherrschaft in Frankreich gab es in Deutschland republikanische Strömungen. Zu diesen gehörte die cisrhenanische Bewegung. Im Jahr 1797 strebten Joseph Görres und andere, unterstützt von  General Lazare Hoche, die Gründung einer rheinischen Republik an. Es wurden entsprechende Volksgesellschaften gegründet, und in Koblenz, Bonn und Köln wurden Freiheitsbäume aufgerichtet und die Republik ausgerufen. Allerdings wurde der Traum durch den französischen Vormarsch an den Rhein bald beendet. Der Rückhalt in der Bevölkerung war gering. Die Deutung der Bewegung als radikaldemokratisch wird nicht mehr allgemein geteilt, vielmehr stand sie stark in der Tradition der Aufklärung. Nicht von der Masse erhoffte man sich Fortschritt, sondern von den wenigen „Männern der Aufklärung.“

## Süddeutsche Republikaner
In Süddeutschland waren verschiedene Einflussfaktoren wirksam: die Helvetische Republik, französische Agenten und Propagandisten, studentische Zirkel und fränkische Reichsritter, die von einer Adelsrepublik träumten, um der Mediatisierung zu entgehen. Auch bestanden in den Ständeversammlungen einiger Länder und in den Reichsstädten Oppositionsgruppen. Das einzig Verbindende war die Ablehnung des Ancien Régime in seiner jeweiligen Ausprägung.
Beeinflusst von der Helvetischen Republik war Ernst Jägerschmidt. Es gab Pläne, mit französischer Hilfe den Rastatter Kongress zu sprengen. Die französische Unterstützung blieb allerdings aus. In Basel wurde 1799 eine umfangreiche Schrift mit einem am französischen Vorbild orientierten Verfassungsentwurf für Deutschland erarbeitet.
In Bayern fanden Ideen zu einer süddeutschen Republik Unterstützer sogar beim Adel und der Beamtenschaft. Die meisten Flugschriften waren indes nicht so radikal, dass sie nicht auch mit einer konstitutionellen Regierung vereinbar waren. Tatsächlich nahm Maximilian von Montgelas mit seiner Reformtätigkeit der Bewegung weitgehend den Wind aus den Segeln. Bemerkenswerterweise wurde einer der führenden Vertreter des Republikanismus in Bayern, Joseph von Utzschneider, hochrangiger Beamter im bayerischen Finanzministerium.

## Personen

### Mainzer Jakobinerklub

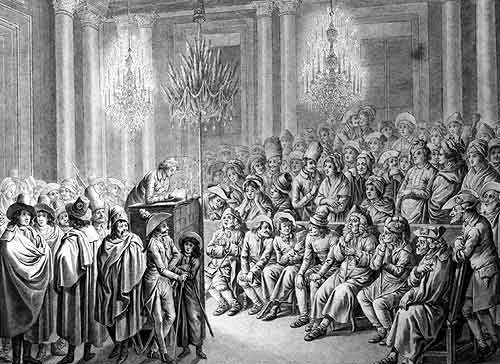
Versammlung des Mainzer Jakobinerklubs

- Felix Anton Blau – Mainzer Priester und Theologe
- Georg Wilhelm Böhmer – Theologe und Kirchenrechtsgelehrter, Mitbegründer der Mainzer Republik
- Georg Forster – Mainzer Bibliothekar und Forscher
- Andreas Joseph Hofmann – Mainzer Universitätsprofessor
- Adolph Freiherr Knigge
- Friedrich Lehne – Mainzer Bibliothekar, Literat und Professor
- Adam Lux – Mainzer Akademiker, Philosoph
- Franz Konrad Macké – Maire (Bürgermeister) von Mayence/Mainz
- Mathias Metternich – Mainzer Universitätsprofessor, Mitbegründer des Mainzer Jakobinerklubs
- Nikolaus Müller – Mainzer Maler und Literat
- Friedrich Georg Pape – Theologe und Publizist in Mainz
- Georg Friedrich Rebmann, Pseudonym: Anselmus Rabiosus der Jüngere – Publizist in Wiesbaden
- Georg Wedekind – Mainzer Arzt
- Anton Joseph Dorsch – Hochschullehrer
- Rudolf Eickemeyer – General
- Karl Christian Parcus – Advokat
- Johann Aloys Becker –  „Chef de Division“ und damit für alle staatlichen Domänen im Département zuständig

### Jakobiner in Norddeutschland
- Heinrich Christoph Albrecht
- Georg Conrad Meyer
- Johann Albert Heinrich Reimarus
- Eulogius Schneider
- Friedrich Wilhelm von Schütz
- Georg Heinrich Sieveking
- Caspar Voght
- Heinrich Würzer

### Jakobiner in Westdeutschland
- Franz Theodor Biergans

### Wiener Jakobiner
- Aloys Blumauer
- Franz Hebenstreit
- Andreas Riedel
- Martin Joseph Prandstätter
- Siegfried von Taufferer

### Monographien
- Franz Dumont: Deutsche Jakobiner. Mainzer Republik und Cisrhenanen 1792–1798. Band 1: Handbuch. Beiträge zur demokratischen Tradition in Deutschland. Hesse, Mainz 1981.
- Alexander Emanuely: Ausgang: Franz Hebenstreit (1747–1795). Schattenrisse der Wiener Demokrat*innen. 1794. In: Enzyklopädie des Wiener Wissens. Porträts. Band II, Wien 2010, ISBN 978-3-902416-42-1.
- Elisabeth Fehrenbach: Vom Ancien Régime zum Wiener Kongreß. In: Oldenbourg Grundriss der Geschichte. 4., überarbeitete Auflage. Bd. 12, Oldenbourg, München 2001, ISBN 3-486-49754-5.
- Walter Grab: Norddeutsche Jakobiner. Demokratische Bestrebungen zur Zeit der Französischen Revolution. In: Hamburger Studien zur neueren Geschichte. Bd. 8, Europäische Verlags-Anstalt, Frankfurt am Main 1967, ZDB-ID 505204-x.
- Walter Grab: Leben und Werke norddeutscher Jakobiner. In: Deutsche revolutionäre Demokraten. Bd. 5, Metzler, Stuttgart 1973, ISBN 3-476-00240-3.
- Hellmut G. Haasis: Gebt der Freiheit Flügel. Die Zeit der deutschen Jakobiner 1789–1815. (= rororo 8363 rororo-Sachbuch). 2 Bände, Rowohlt, Reinbek bei Hamburg 1988, ISBN 3-499-18363-3.
- Hellmut G. Haasis: Morgenröte der Republik. Die linksrheinischen deutschen Demokraten 1789–1849. (= Ullstein 35199 = Ullstein-Materialien). Ullstein, Frankfurt am Main u. a. 1984, ISBN 3-548-35199-9 (online-Einführung zu den Ursprüngen der demokratischen Bewegung im deutschen Sprachraum).
- Axel Kuhn: Jakobiner im Rheinland. Der Kölner Konstitutionelle Zirkel von 1798. In: Stuttgarter Beiträge zur Geschichte und Politik. Bd. 10, Klett, Stuttgart 1976, ISBN 3-12-904940-1 (Zugleich: Stuttgart, Univ., Habil.-Schr., 1975).
- Helmut Reinalter: Die Französische Revolution und Mitteleuropa. Erscheinungsformen und Wirkungen des Jakobinismus. Seine Gesellschaftstheorien und politischen Vorstellungen. In: Suhrkamp-Taschenbuch Wissenschaft 748. Suhrkamp, Frankfurt am Main 1988, ISBN 3-518-28348-0.
- Heinrich Scheel: Süddeutsche Jakobiner. Klassenkämpfe und republikanische Bestrebungen im deutschen Süden Ende des 18. Jahrhunderts. In: Schriften des Zentralinstituts für Geschichte. Reihe 1: Allgemeine und deutsche Geschichte. 3., durchgesehene Auflage. Bd. 13, Akademie-Verlag, Berlin 1980, ZDB-ID 919844-1.

### Aufsätze
- Walter Grab: Die Revolutionspropaganda der deutschen Jakobiner 1792/93. In: Archiv für Sozialgeschichte. Bd. 9, 1969, S. 113–156 (online).
- Walter Grab: Eroberung oder Befreiung? Deutsche Jakobiner und die Franzosenherrschaft im Rheinland 1792–1799. In: Hans Pelger (Hrsg.): Studien zu Jakobinismus und Sozialismus (= Internationale Bibliothek. Bd. 75). Dietz, Berlin u. a. 1975, ISBN 3-8012-1075-8, S. 1–102.
- Franz Dumont: Liberté und Libertät Dokumente deutsch-französischer Beziehungen im Jahre 1792/93. In: Francia, Forschungen zur westeuropäischen Geschichte. Bd. 6, 1978, ISSN 0251-3609, S. 367–406, darin der Bittbrief an den preußischen König und an das französische Comité.
- Anne Cottebrune: „Deutsche Freiheitsfreunde“ versus „Deutsche Jakobiner.“ Zur Entmythisierung des Forschungsgebietes „Deutscher Jakobinismus.“ In: Gesprächskreis Geschichte der Friedrich-Ebert-Stiftung Heft 46. Bonn, 2002, S. 3–61.